# Laurent Schonckert
Laurent Schonckert (25 febbraio 1958) è un ex calciatore lussemburghese, di ruolo difensore.

## Carriera

### Club
Ha speso l'intera carriera giocando con l'Union Luxembourg.

### Nazionale
Dal 1984 al 1987 ha giocato 18 partite con la Nazionale lussemburghese.